# Klasztor Benedyktynek w Wołowie
Klasztor ss. benedyktynek w Wołowie, położony przy ul. Poznańskiej 13, składa się z domu zakonnego i kaplicy klasztornej.

## Historia
W 1884 r. przy ówczesnej Winziger Strasse powstał murowany z cegły budynek fundacji katolickiej St. Joseph-Stift prowadzony prawdopodobnie przez siostry elżbietanki. Od 1898 do 1945 r. swoją siedzibę miały tu siostry boromeuszki z Trzebnicy. Na początku lat 30. XX w. dobudowano kaplicę.
W 1958 r. w opuszczonym klasztorze zamieszkały benedyktynki ormiańskie (pochodzące ze Lwowa), które po 1945 r. przeniosły się do wielkopolskiego Lubinia.  Siostry, z powodu braku rodzimych powołań i faktycznego zaniku społeczności ormiańskiej w Polsce, zdecydowały się w 1961 r., za czasów ksieni Jadwigi Jóżak, na konwersję na obrządek łaciński. Jej następczynią w latach 1984–2009 siostra Agnieszka Dobiesz, a od 2009 roku jest nią siostra Maria Trybała. 